# 粕壁銀行
粕壁銀行（かすかべぎんこう）は、かつて埼玉県南埼玉郡粕壁町（現在の埼玉県春日部市）に本店をもって営業していた銀行。1920年（大正9年）に武州銀行に合併し消滅。

## 沿革
開業は1896年（明治29年）1月3日であり、3月24日には埼玉県北葛飾郡幸手町に支店を置いた。業況は順調に推移し1898年（明治31年）2月には資本金を20万円に増資している。時節、支配人が米相場で失敗して行金を8万円ほど費消したことが1900年（明治33年）12月に大蔵省の検査で発覚した。このため1901年（明治34年）1月12日から取り付けにあったようである。粕壁銀行はとりあえず、越ヶ谷の相場師鈴木久五郎の実兄鈴木兵右衛門に15,000円を一時借用して当座をしのぎ、中井銀行か5万円、帝国商業銀行から75,000円を借り入れ危機を切り抜けた。しかしこの醜事の影響が大きく、業況の回復は遅かった。1902年（明治35年）12月末の決算報告では主要勘定などは次の通りとなった。資本金20万円（うち払込12万円）、積立金2000円、預金193,602円、貸付金159,876円、割引手形92,595円、株式配当年2分、株主数156名、役員、従業員18名そのうち8名が役員だった。
1915年（大正4年）10月、資本金10万円に減資したが1920年（大正9年）、武州銀行に合併となった。武州銀行にとって銀行合併は初めての合併だった。粕壁銀行の支店は幸手の他、岩槻、大宮、草加に支店を設置した。その支店は武州銀行（埼玉銀行の前身）の各支店として営業したようである。

## 役員
『日本全国諸会社役員録 明治29年』
- 頭取・田村新蔵[1]
- 取締役兼支配人・練木市左衛門[1]
- 取締役・清水勝右衛門、清水壽太郎、山田半六[1]

『日本全国諸会社役員録 明治32年』
- 頭取・田村新蔵[2]
- 取締役兼支配人・練木市左衛門[2]
- 取締役・清水壽太郎、山田半六、厚見弥兵衛[2]
- 監査役・白石清三郎、野口聚、田村市太郎、盛家亀次郎[2]

『日本全国諸会社役員録 明治44年』
- 頭取・田村新蔵[3]
- 取締役・遠藤幸五郎、奈良栄次郎[3]
- 監査役・田村義三郎、渡辺勘左衛門[3]

『日本全国諸会社役員録 第25回』
- 取締役・田村新蔵、遠藤幸五郎、奈良栄次郎[4]
- 監査役・田村義三郎、渡辺勘左衛門[4]

『日本全国諸会社役員録 第27回』
- 取締役・田村新蔵、遠藤幸五郎、奈良栄治郎、田村章四郎[5]
- 監査役・田村義三郎、渡辺勘左衛門[5]